# Папуга-горобець
Папуга-горобець (Forpus) — рід птах родини папугових.

## Зовнішній вигляд
Це дуже маленькі папуги з довжиною тіла від 12 до 14,5 см. До характерних рис цих папуг належить форма хвоста. Він у них короткий, закруглений або клиноподібної форми. Дзьоб товстий і як би роздутий з боків. Самки мають більше скромне забарвлення. Восковиця добре виражена, частіше вона оперена, але біля носових отворів гола.

## Розповсюдження
Живуть у північно-західній частині Південної Америки й у Центральній Америці.

## Класифікація
Залежно від класифікації кількість видів може варіювати, рід може включати від 7 до 9 видів. За Г. В. Фесенком — 7 видів:
- Папуга-горобець еквадорський (Forpus coelestis) (Lesson, 1847)
- Папуга-горобець панамський (Forpus conspicillatus) (Lafresnaye, 1848)
- Папуга-горобець синьокрилий (Forpus crassirostris) [Forpus xanthopterygius (Spix, 1824)]
- Папуга-горобець мексиканський (Forpus cyanopygius) (Souance, 1856)
- Папуга-горобець темнодзьобий (Forpus modestus або Forpus sclateri) (Cabanis, 1848)
- Папуга-горобець гвіанський (Forpus passerinus) (Linnaeus, 1758)
- Папуга-горобець жовтощокий (Forpus xanthops) (Salvin, 1895)